# (8154) Stahl
Pour les articles homonymes, voir Stahl.
(8154) Stahl est un astéroïde de la ceinture principale.

## Description
(8154) Stahl est un astéroïde de la ceinture principale. Il fut découvert le 15 février 1988 à La Silla par Eric Walter Elst. Il présente une orbite caractérisée par un demi-grand axe de 2,31 UA, une excentricité de 0,14 et une inclinaison de 1,6° par rapport à l'écliptique.

## Compléments